# 瓦图瓦拉岛

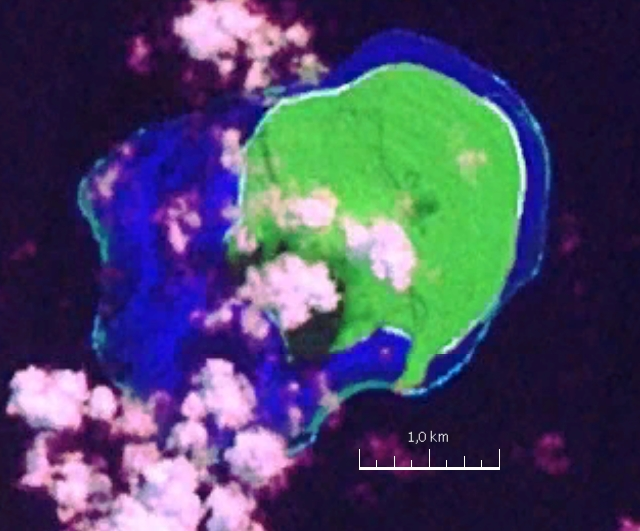

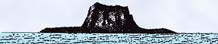

瓦图瓦拉岛是斐濟的島嶼，位於芒奥岛以西32公里的太平洋海域，屬於劳群岛的一部分，長3.6公里、寬2.5公里，土地面積4平方公里，總面積7平方公里，最高點海拔高度314米，島上無人居住。
17°26′S 179°32′W / 17.433°S 179.533°W